# Francesco Nelli
Francesco Nelli, né à Florence à une date non connue et décédé à Naples en 1363, est à la fois un humaniste italien, un religieux et un notaire apostolique ami de Petrarque.

## Biographie
Francesco Nelli a été d'abord notaire auprès de la curie de Florence, en 1350 il devient prieur de l'église Santi Apostoli et à partir de 1361 « spenditore », (une sorte de secrétaire) de l'évêque Niccolò Acciaiuoli à Naples.
À Naples, Francesco Nelli invite Boccace à le rejoindre, mais déçu par l'accueil des Napolitains, ce dernier quitte la ville en 1363 en lui adressant une lettre acerbe afin de se défouler.
Nelli correspond avec Francesco Pétrarque comme le témoigne un copieux échange épistolaire : cinquante lettres encore existantes de sa main adressées à Pétrarque et trente-huit lettres de Pétrarque.
Six des dix-neuf lettres de Liber sine nomine de Pétrarque lui sont adressées.
Il est mort de la peste à Naples en 1363.

## Sources
- (en) Cet article est partiellement ou en totalité issu de l’article de Wikipédia en anglais intitulé « Francesco Nelli » (voir la liste des auteurs).